# Circolo Sportivo Tommaso Gargallo
Il Circolo Sportivo Tommaso Gargallo fu una società calcistica italiana di Siracusa.
La società, fondata nel 1923, venne radiata dai ruoli federali in data 27 marzo 1935 per motivi finanziari, ed è citata dall'odierna Siracusa Calcio come propria simbolica progenitrice.

## Storia

La prima del Gargallo post fusione contro gli inglesi del Centurion

Sebbene più fonti diano (erroneamente) la data del 1º aprile 1924 come quella della fondazione del Circolo Sportivo Tommaso Gargallo, ed altrettanto erroneamente come quella della nascita del calcio a Siracusa (comparso in terra aretusea nel 1907 grazie all'Ortigia Sport Club) e del Siracusa (nato tra il 1936 e il 1937), in realtà fu fondato un anno prima come polisportiva particolarmente dedita al ciclismo, sport molto seguito all'epoca. Successivamente fu creata la sezione calcio che, con la maglia azzurra o nera, disputò i primi incontri calcistici tra il 1923 e il 1924 con altre squadre locali, tra le quali l'Esperia, l'Insuperabile e la sezione calcio della Polisportiva Siracusana, il 75º Fanteria. 
È proprio con queste che il 1º aprile 1924 fu decisa la svolta per il calcio cittadino mediante la fusione nella sezione calcistica del Circolo Sportivo Tommaso Gargallo, che fu sponsorizzata e attuata da Luigi Santuccio e Genesio Pioletti. A determinare ciò fu un quadrangolare organizzato da una rappresentativa del Gargallo in cui parteciparono le suddette squadre, e vinto dalla società organizzatrice che batté gli ortigiani dell'Esperia 9-0 in finale. A fusione avvenuta, la famiglia Gargallo stanziò 5.000 lire per costruire le basi economiche del club unificato.

Il Campo Coloniale, in un'immagine scattata nel 1925

La prima uscita ufficiale del Gargallo post-fusione risale all'autunno 1924. Il club, allora presieduto dal duo Salvatore Monteforte-Luigi Santuccio ed allenato da Genesio Pioletti, indossò per l'occasione una casacca nera in omaggio al regime fascista. 
L'avversario affrontato in amichevole fu la Centurion, formazione di marinai inglesi dell'omonima nave di battaglia attraccata al porto di Siracusa, a quei tempi molto frequentato da imbarcazioni estere, principalmente inglesi e britanniche. La gara fu disputata all'impianto sportivo Coloniale ubicato nell'attuale via Augusto Von Platen, e vide prevalere nettamente la formazione d'oltremanica che vinse col punteggio di 6 a 1. Per gli aretusei realizzò il goal della bandiera Pioletti su calcio di rigore. La storia dice che chi assistette alla partita, venne a sapere della presenza nella squadra inglese di alcuni calciatori della nazionale, giustificando così la netta supremazia di gioco.

Genesio Pioletti

La prima vittoria arrivò nel 1925 sempre al Coloniale nel derby con il Megara Augusta battuto 1-0. La partita fu caratterizzata, peraltro, da violenti scontri corpo a corpo tra i giocatori di entrambe le squadre che coinvolsero anche i tifosi, i quali si resero protagonisti di un'invasione di campo.
Successivamente in un triangolare disputato al Coloniale valevole per il campionato di Seconda Divisione (la Serie B dell'epoca), si affrontarono le avversarie etnee della Juventus Catania e della Catanese. La prima gara, disputata il 7 giugno 1925 contro la Juventus Catania, vide prevalere gli aretuseo per 3 a 0 con tripletta dell'attaccante Cichero. A seguire, nella gara successiva del 14 giugno 1925, venne sfidata nuovamente la Catanese, ed anche in questo caso si vinse col punteggio finale di 2 a 1 con rete per gli azzurri di Pioletti e Bagnoli. Sempre in quel periodo, il Gargallo disputa la prima stracittadina contro il Siracusa Football Club con un finale alquanto bizzarro, perché sospesa sull'1-0 per il Siracusa a causa dell'abbandono del campo dei biancoverdi dopo un rigore, secondo loro ingiusto, assegnato al Gargallo e quindi per protesta nei confronti dell'arbitro.

1924-1925, Lo stemma CSTG

Successivamente, dalla stagione di Seconda Divisione 1925-1926, il Gargallo venne inserito in un girone siculo-calabro che permise di disputare i derby contro lo Stadium Palermo, l'Umberto I Messina e il Reggio Football Club. Al termine della campionato, gli aretusei vinsero il proprio girone totalizzando 8 punti.

Una formazione annata 1924-1925

Nelle successive due stagioni gli azzurri (nuovo e definitivo colore adottato dai gargallini) sempre nel campionato di Seconda Divisione declassato a terza serie, confermarono i progressi del movimento calcistico locale, concludendo sempre tra le prime posizioni; poi, nel 1928-1929, il Gargallo venne inserito nel Campionato Meridionale, dove giocò in un girone di ferro contro squadre blasonate quali Palermo, Nocerina e Salernitana. Al termine del campionato, gli aretusei vinsero il proprio girone totalizzando ben quindici punti, ottenendo l'ammissione alla Prima Divisione. Inoltre, si chiuse l'era di Genesio Pioletti che dopo aver prima giocato e poi allenato la prima squadra, decise di andare via, lasciando comunque la sua impronta ancora oggi indelebile nel movimento calcistico cittadino.

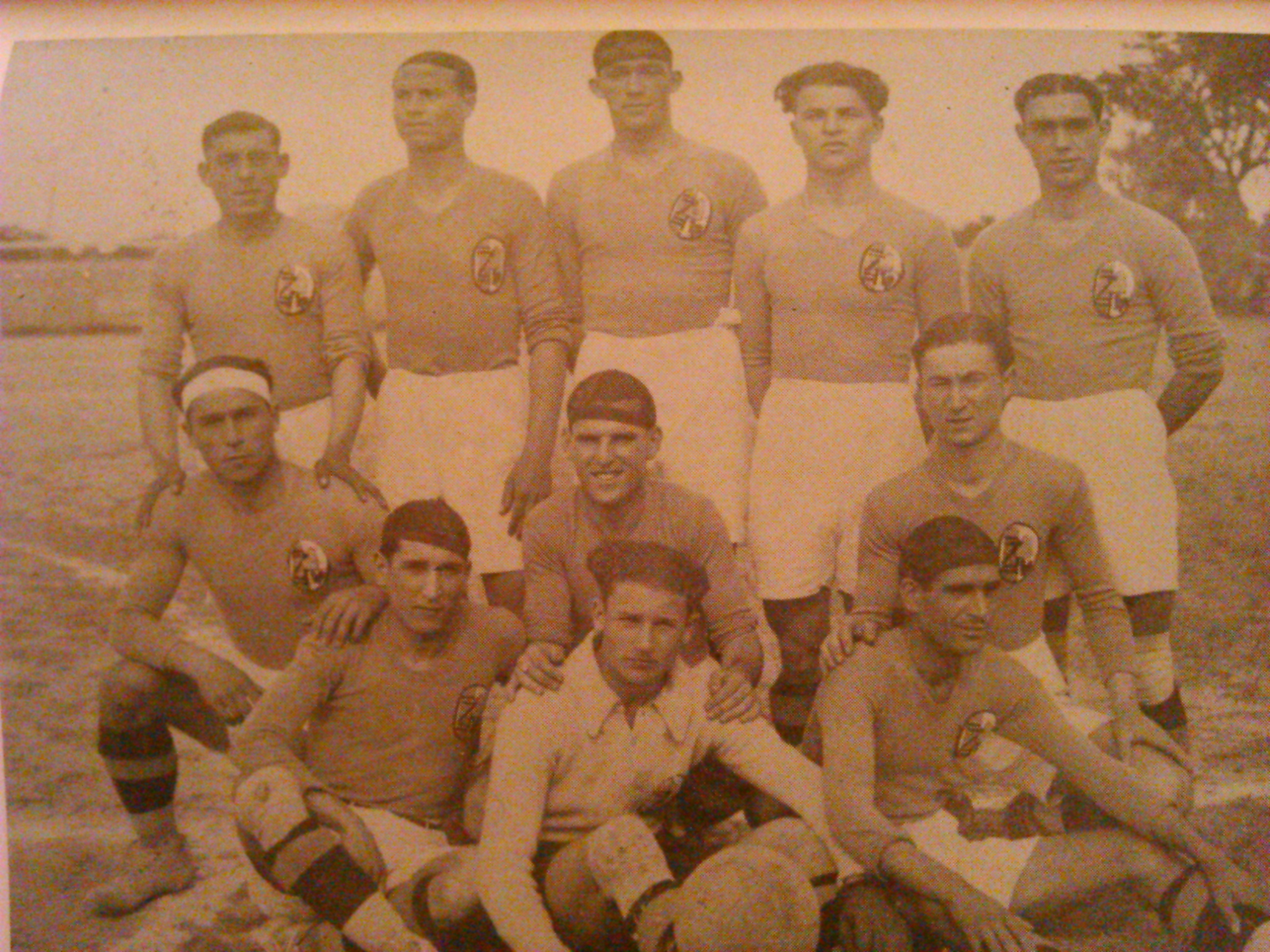
Una formazione del Siracusa stagione 1928-1929

Nel campionato di Prima Divisione 1929-1930, costituitosi terzo livello calcistico in Italia, il Tommaso Gargallo vide effettuare un cambio tecnico dove a Pioletti subentrò Mario Piselli. Il Gargallo fu inserito nel girone D con altre 14 squadre. Indubbiamente e soprattutto calcisticamente parlando, per Siracusa cominciò un capitolo importante, in quanto arrivò al sesto posto evidenziando ulteriori e importanti progressi calcistici. 
Tra il 1930 e il 1932 il club cambiò per due volte la denominazione: da Società Sportiva Syracusae, con l'ungherese Róbert Winkler in panchina nonché primo allenatore straniero degli azzurri che fece vincere ai "leoni" il primo derby ufficiale contro il Catania per 2 a 1 grazie ad una doppietta di Alberto Macchi ed Antal Mally, a Società Sportiva Siracusa, la quale sfiorò per due volte il ritorno in Serie B. La compagine azzurra partì dalla Prima Divisione 1930-1931 (odierna terza serie del campionato di calcio italiano) e vi restò fino alla stagione 1934-1935; al primo anno gli aretusei chiusero il campionato al 9º posto, cogliendo la salvezza; al secondo, al terzo e al quarto anno si registrarono gli exploit della squadra, che nel primo caso ottenne un terzo posto, alle spalle della Salernitana e del Messina; nel secondo arrivò prima a pari punti con la Catanzarese, ma perdendo gli spareggi per le fasi finali 1-0 e nel campo neutro di Napoli il 7 maggio 1933; nel terzo arrivò seconda sotto il Catania (capolista a 4 punti di distanza) e venne successivamente ammessa alle fasi finali per la promozione. In questa fase finale, il Siracusa affrontò la Lucchese, il Monza e il Pescara, piazzandosi in seconda posizione e cedendo per 3 punti la seconda serie nazionale alla Lucchese. Al quinto anno consecutivo, il Siracusa parte male e con notevoli problemi economici inizia la stagione venendo penalizzata di un punto. Non molto tempo dopo, sempre per i persistenti motivi finanziari, dopo una serie di rinunce si è ritirato dal campionato, così come ufficializzato dalla triade dirigenziale Innorta-Carnazza-Moscuzza mediante un telegramma. Segue la radiazione dal campionato e dai quadri federali del Direttorio Divisioni Superiori, e conseguentemente lo svincolo automatico dei giocatori e dei dirigenti. 

## Colori e simboli

### Simboli ufficiali

#### Stemma
Il primo simbolo, su una casacca aretusea fa il suo esordio nella metà degli anni venti (presumibilmente nel 1925). Rappresentato da un'intersezione di lettere, è riconducibile al nome della squadra dell'epoca (CSTG Circolo Sportivo Tommaso Gargallo), in onore a Tommaso Gargallo. Dalla stagione 1928-1929, un secondo simbolo sarà presente sulle maglie azzurre come si evince da alcune foto d'archivio. Da queste si evidenzia la presenza di un gallo posto in basso a destra, riconducibile per similitudine allo stemma di famiglia dei nobili Gargallo. Questo scomparirà definitivamente a partire dalla stagione 1931-1932.

## Allenatori e presidenti
Di seguito la cronologia degli allenatori che si sono susseguiti negli anni.
- 1924-1929  Genesio Pioletti
- 1929-1930  Mario Piselli
- 1930-1931  Róbert Winkler
- 1931-1933  Antal Mally
- 1933-1934  Mario Olenich
- 1934-1935  Gyula Lelovics

Di seguito la cronologia dei presidenti che si sono susseguiti negli anni.
- 1924-1933  Luigi Santuccio
- 1933-1935  Sebastiano Iapichino

## Statistiche e record

### Partecipazione ai campionati

#### Campionati nazionali
| Livello | Categoria              | Partecipazioni | Debutto   | Ultima stagione | Totale |
| ------- | ---------------------- | -------------- | --------- | --------------- | ------ |
| 2º      | Seconda Divisione      | 2              | 1924-1925 | 1925-1926       | 2      |
| 3º      | Seconda Divisione      | 2              | 1926-1927 | 1927-1928       | 9      |
| 3º      | Campionato Meridionale | 1              | 1928-1929 | 1928-1929       | 9      |
| 3º      | Prima Divisione        | 6              | 1929-1930 | 1934-1935       | 9      |

## Statistiche di squadra

### Statistiche individuali
Di seguito i primatisti di presenze e reti in gare ufficiali.
| Record di presenze - 125 Pietro Salussoglia (1928-1935) - 93 Alberto Macchi (1929-1933) - 87 Bagnoli (1924-1925, 1926-1931) - 83 Secondo Finotto (1931-1935) - 80 Della Casa (1928-1932) | Record di reti - 34 Benedetto Benedetti (1931-1933) - 32 Alberto Macchi (1929-1933) - 31 Vincenzo Lumia (1928-1930, 1931-1932) - 23 Piero Gemme (1927-1930) - 23 Devoto (1931-1934) |